# باشگاه فوتبال شولینگ
باشگاه فوتبال شولینگ (به انگلیسی: Sholing Football Club) یک باشگاه فوتبال در شهر ساوت‌همپتون، کشور انگلستان است که در سال ۱۹۶۰ میلادی تأسیس شده است.